# Saison 2018-2019 de l'USM Alger
Maillots
Chronologie
Saison précédente Saison suivante
La saison 2018-2019 de l'USM Alger est la 39e saison du club en première division algérienne. L'équipe s'engage en Ligue 1, en Coupe d'Algérie et enfin en Coupe de la confédération.

## Résumé de la saison
Avec la fin de la Saison 2017-2018, l'USM Alger a commencé à chercher un nouvel entraîneur et l'équipe a vu le départ de nombreux joueurs, notamment Ayoub Abdellaoui, qui a rejoint le club suisse du FC Sion. et l'attaquant Oussama Darfalou, qui a rejoint le club néerlandais Vitesse Arnhem,. enfin, après un mois de recherche, l'équipe a contracté avec le technicien français Thierry Froger pour être le nouvel entraîneur. Cette saison, l'USM Alger dispute sur quatre fronts la Ligue 1, la Coupe d'Algérie, la Coupe de la confédération et la Coupe arabe des clubs champions. Les premiers buts étaient de remporter la Coupe de la Confédération, mais ils sont éliminés en quarts de finale contre le égyptien d'Al-Masry Club,. Puis dans l'Arab Club Champions Cup, il y avait l'ambition de gagner, surtout que la valeur des prix financiers dépasse les 15 millions de dollars, plus que la Ligue des champions de la CAF, mais la marche des Rouges et Noirs s'est arrêtée au deuxième tour contre les Soudanais d'Al Merreikh Omdurman. puis a attiré l'attention de l'USM Alger sur le leader de Ligue 1 au classement, l'USMA compte 33 unités et assure par la même occasion de terminer premier à l'issue de la première phase du championnat Suivie par la JS Kabylie.

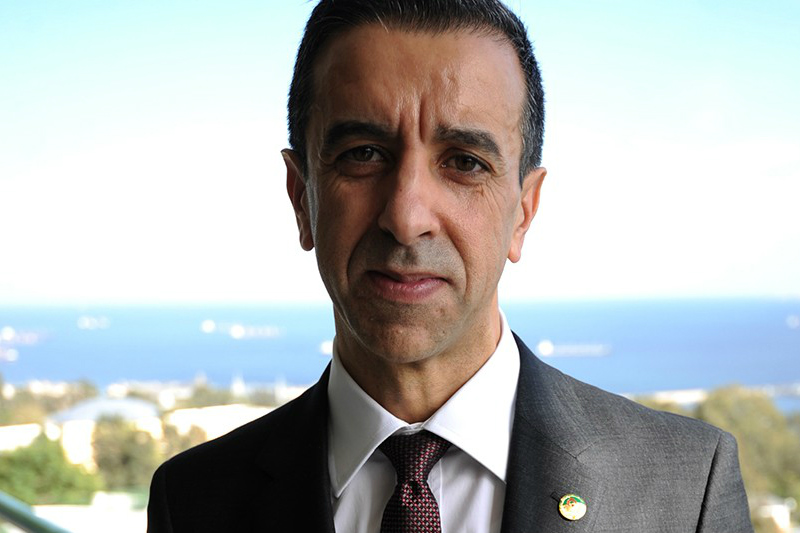
L'homme d'affaires algérien Ali Haddad propriétaire et président du club USM Alger de 2010 à 2019..

Après le déclenchement de manifestations en Algérie et l'arrestation du propriétaire du club Ali Haddad pour corruption. affecté les résultats de l'USM Alger où il a été battu dans trois matchs consécutifs, tous les matchs de Darby contre Paradou AC, MC Alger et CR Belouizdad pour réduire la différence à un point du finaliste quatre matchs avant la fin de la saison. Le 30 avril 2019 Le conseil d'administration de la SSPA USMA s'est réuni et a constaté la vacance du poste de président de la société depuis l'incarcération d'Ali Haddad il y a près d'un mois. C'est Boualem Chendri qui a été élu à l'unanimité pour lui succéder tandis que l'ETRHB Haddad reste l'actionnaire majoritaire du club. Le 26 mai 2019 Et après la victoire à l'extérieur contre le CS Constantine 3-1 a remporté le huitième titre de Ligue 1, un point derrière la JS Kabylie. immédiatement après la fin du match, Abdelhakim Serrar a annoncé sa démission de ses fonctions.

« A l'heure où je vous parle, l'USMA est sans le moindre sou, car le fisc vient de retirer les 18 millions de dinars dont nous disposions, et il a également gelé les comptes du club. Je profite d'ailleurs de l'occasion pour lancer un appel aux autorités locales afin qu'elles viennent en aide au club, autrement il risque vraiment de souffrir. En tous cas, Je pars avec un pincement au cœur, mais avec la fierté d'avoir dirigé un aussi grand club de l'USMA. »

## Transferts

### Transferts estivaux
| Date            | Nom                  | Poste     | Transfert                        | Provenance/Destination      | Source |
| --------------- | -------------------- | --------- | -------------------------------- | --------------------------- | ------ |
| Arrivées        |                      |           |                                  |                             |        |
| 24 janvier 2018 | Ryad Kenniche        | Défenseur | Transfert gratuit                | Al Qadisiya                 | [ 17 ] |
| 23 mars 2018    | Zakaria Benchaâ      | Attaquant | Transfert gratuit                | Sans club                   |        |
| 31 mai          | Aymen Mahious        | Attaquant | Transfert (3 millions de dinars) | CA Batna                    | [ 18 ] |
| 2 juin          | Mohamed Mezghrani    | Défenseur | Transfert gratuit                | RKC Waalwijk                | [ 19 ] |
| 4 juin          | Emery Bayisenge      | Défenseur | Transfert gratuit                | JS Massira                  | [ 20 ] |
| 10 juin         | Mohamed Bentiba      | Attaquant | Transfert gratuit                | MC Oran                     |        |
| 20 juin         | Charlton Mashumba    | Attaquant | Transfert gratuit                | Highlands Park              | [ 21 ] |
| 23 juin         | Raouf Benguit        | Milieu    | Prêt pour un an                  | Paradou AC                  | [ 22 ] |
| 1er juillet     | Ziri Hammar          | Milieu    | Retour de prêt                   | JS Kabylie                  |        |
| 1er juillet     | Abderrahim Hamra     | Défenseur | Retour de prêt                   | DRB Tadjenanet              |        |
| 1er juillet     | Kaddour Cherif       | Attaquant | Retour de prêt                   | DRB Tadjenanet              |        |
| 1er juillet     | Mustapha Bengrina    | Milieu    | Retour de prêt                   | US Biskra                   |        |
| 1er juillet     | Ibrahim Farhi        | Milieu    | Retour de prêt                   | US Biskra                   |        |
| 6 juillet       | Mohamed Amine Madani | Défenseur | Transfert gratuit                | JS Saoura                   | [ 23 ] |
| 11 juillet      | Prince Ibara         | Attaquant | Transfert gratuit                | Al-Wakrah SC                | [ 24 ] |
| 24 juillet      | Mexes Nyeck Bayiha   | Défenseur | Transfert gratuit                | AS Otohô                    | [ 25 ] |
| Départs         |                      |           |                                  |                             |        |
| 3 janvier 2018  | Ayoub Abdellaoui     | Défenseur | Transfert gratuit                | FC Sion                     | [ 4 ]  |
| 20 avril 2018   | Ryad Kenniche        | Défenseur | Transfert gratuit                | CR Belouizdad               | ,      |
| 5 juin          | Kaddour Beldjilali   | Milieu    | Transfert gratuit                | CS Constantine              | [ 28 ] |
| 6 juin          | Oussama Darfalou     | Attaquant | Transfert gratuit                | Vitesse Arnhem              | ,      |
| 14 juin         | Reda Bellahcene      | Milieu    | Transfert gratuit                | MO Béjaïa                   | [ 29 ] |
| 23 juin         | Ziri Hammar          | Milieu    | Prêt pour un an                  | MC Oran                     | [ 30 ] |
| 29 juin         | Ilyes Yaiche         | Milieu    | Prêt pour un an et demi          | NA Hussein Dey              | [ 31 ] |
| 1er juillet     | Okacha Hamzaoui      | Attaquant | Retour de prêt                   | CD Nacional                 |        |
| 1er juillet     | Raouf Benguit        | Milieu    | Retour de prêt                   | Paradou AC                  |        |
| 1er juillet     | Ibrahim Farhi        | Défenseur | Transfert gratuit                | JS Saoura                   | [ 32 ] |
| 6 juillet       | Mohamed Amine Madani | Défenseur | Transfert gratuit                | MC El Eulma                 | [ 33 ] |
| 10 juillet      | Reda Hajhouj         | Attaquant | Transfert gratuit                | Olympique Club de Khouribga | [ 34 ] |
| 14 juillet      | Charlton Mashumba    | Attaquant | Transfert gratuit                | Jomo Cosmos                 |        |
| 14 juillet      | Emery Bayisenge      | Défenseur | Transfert gratuit                | Saif SC                     | [ 35 ] |
| 18 juillet      | Mohamed Bentiba      |           | Transfert gratuit                | ASM Oran                    | [ 36 ] |

### Transferts hivernaux
| Date        | Nom                | Poste     | Transfert                         | Provenance/Destination | Source |
| ----------- | ------------------ | --------- | --------------------------------- | ---------------------- | ------ |
| Arrivées    |                    |           |                                   |                        |        |
| 4 décembre  | Kamel Belarbi      | Milieu    | Transfert gratuit                 | USM El Harrach         | [ 37 ] |
| 12 décembre | Vivien Assie       | Défenseur | Transfert gratuit                 | Al-Arabi SC            | [ 38 ] |
| 15 décembre | Muaid Ellafi       | Milieu    | Transfert gratuit                 | Al-Shabab              | [ 39 ] |
| 30 décembre | Abdelkrim Zouari   | Attaquant | Transfert gratuit                 | USM Bel Abbès          | [ 40 ] |
| 15 janvier  | Yanis Roumadi      | Défenseur | Transfert gratuit                 | Farul Constanța        | [ 41 ] |
| Départs     |                    |           |                                   |                        |        |
| 12 décembre | Mexes Nyeck Bayiha | Défenseur | Transfert gratuit                 | Sur Club               |        |
| 12 décembre | Ziri Hammar        | Milieu    | Transfert gratuit                 | JS Saoura              | [ 42 ] |
| 12 décembre | Mohamed Mezghrani  | Défenseur | Transfert gratuit                 | Budapest Honvéd        | [ 43 ] |
| 26 décembre | Aymen Mahious      | Attaquant | Prêt pour six mois                | AS Ain M'lila          |        |
| 26 décembre | Mehdi Benchikhoune | Défenseur | Prêt pour six mois                | WA Tlemcen             | [ 44 ] |
| 26 décembre | Vivien Assie       | Défenseur | Transfert gratuit                 | MC Oran                | [ 45 ] |
| 2 janvier   | Amir Sayoud        | Milieu    | Transfert (15 millions de dinars) | CR Belouizdad          | [ 46 ] |
| 9 janvier   | Faouzi Yaya        | Milieu    | Transfert gratuit                 | NA Hussein Dey         | ,      |

## Stage et matchs d'avant saison
L'USM Alger a commencé son stage à Tunis du 27 juin au 3 juillet, puis un 2° stage au Kenya du 9 juillet au 14 juillet 2018.

## Compétitions
| Championnat d'Algérie | Coupe d'Algérie                             | Coupe de la confédération                     | Coupe arabe des clubs champions                 |
| --------------------- | ------------------------------------------- | --------------------------------------------- | ----------------------------------------------- |
| Champion 53 points    | Huitièmes de finale face à l'ES Sétif (3-1) | Quart de finale face Al-Masry Club (1-0, 0-1) | Huitièmes de finale face Al Merreikh (4-1, 2-0) |
| 15V 8N 7D             | 2V 0N 1D                                    | 2V 1N 3D                                      | 3V 0N 1D                                        |
| TOTAL : 22V 9N 12D    |                                             |                                               |                                                 |

### Championnat

#### Classement
| Rang | Équipe     | Pts | J  | G  | N | P  | Bp | Bc | Diff | Qualification ou relégation                         |
| ---- | ---------- | --- | -- | -- | - | -- | -- | -- | ---- | --------------------------------------------------- |
| 1    | USM Alger  | 53  | 30 | 15 | 8 | 7  | 49 | 29 | +20  | Qualification pour la Ligue des champions de la CAF |
| 2    | JS Kabylie | 52  | 30 | 15 | 7 | 8  | 38 | 25 | +13  | Qualification pour la Ligue des champions de la CAF |
| 3    | Paradou AC | 48  | 30 | 14 | 6 | 10 | 38 | 24 | +14  | Qualification pour la Coupe de la confédération     |
| 4    | JS Saoura  | 47  | 30 | 13 | 8 | 9  | 33 | 22 | +11  |                                                     |
| 5    | ES Sétif   | 45  | 30 | 13 | 6 | 11 | 34 | 24 | +10  |                                                     |

#### Évolution du classement et des résultats
| Rang     | 4 | 2 | 1 | 1 | 1 | 2 | 2 | 1 | 1 | 1 | 2 | 1 | 1 | 1 | 1 | 1 | 1 | 1 | 1 | 1 | 1 | 1 | 1 | 1 | 1 | 1 | 1 | 1 | 1 | 1 | 25 |   |   |
| Résultat | G | G | G | D | G | N | G | G | N | G | D | G | G | N | G | D | G | N | G | N | G | N | D | D | D | N | G | D | N | G | —  | — | — |

### Coupe de la Confédération de la CAF

#### Parcours en Coupe de la Confédération

##### Phase de groupe
| Rang | Équipe         | Pts | J | G | N | P | Bp | Bc | Diff |  | Résultats (▼ dom., ► ext.) |     |     |     |     |
| ---- | -------------- | --- | - | - | - | - | -- | -- | ---- |  | -------------------------- | --- | --- | --- | --- |
| 1    | USM Alger      | 11  | 6 | 3 | 2 | 1 | 10 | 5  | +5   |  | USM Alger                  |     | 1-1 | 2-1 | 4-0 |
| 2    | Rayon Sports   | 9   | 6 | 2 | 3 | 1 | 6  | 5  | +1   |  | Rayon Sports               | 1-2 |     | 1-1 | 1-0 |
| 3    | Gor Mahia      | 8   | 6 | 2 | 2 | 2 | 10 | 7  | +3   |  | Gor Mahia                  | 0-0 | 1-2 |     | 4-0 |
| 4    | Young Africans | 4   | 6 | 1 | 1 | 4 | 4  | 13 | -9   |  | Young Africans             | 2-1 | 0-0 | 2-3 |     |

### Coupe arabe des clubs champions
Le 9 septembre 2018, et lors d'un match entre l'USM Alger et Al-Qowa Al-Jawiya au Stade Omar Hamadi et lors du retrait à la 70e minute des joueurs d'Al-Quwa Al-Jawiya pour protester contre les chants offensants de spectateurs. Après avoir cité le nom de l'ancien président Saddam Hussein et des slogans anti-Chiisme mettant Bagdad en colère, le ministère irakien des Affaires étrangères a convoqué l'ambassadeur d'Algérie à Bagdad pour des « chants sectaires » prononcés par des fans algériens Ahmed Mahjoub, porte-parole des Affaires étrangères d'Irak, a déclaré que Bagdad avait exprimé « l'indignation du gouvernement et du peuple irakien devant la glorification du visage horrible du régime dictatorial meurtrier de Saddam Hussein », renversé en 2003 lors de l'invasion américaine de l'Irak. plus tard, le directeur général Abdelhakim Serrar a déclaré que les inquiétudes des supporters dérangeaient l'équipe irakienne, je présente mes excuses. Le gardien et capitaine Mohamed Lamine Zemmamouche a également présenté ses excuses à la délégation irakienne pour le comportement des supporters.

## Statistiques

### Statistiques collectives
| Compétition               | Débute au tour  | Termine         | Matches joués | Gagnés | Nuls | Perdus | Buts pour | Buts contre | Différence |
| ------------------------- | --------------- | --------------- | ------------- | ------ | ---- | ------ | --------- | ----------- | ---------- |
| Coupe d'Algérie           | 1/32 de finale  | 1/8 de finale   | 3             | 2      | 0    | 1      | 5         | 4           | +1         |
| Ligue 1                   | -               | Champion        | 30            | 15     | 8    | 7      | 49        | 9           | +20        |
| Coupe de la confédération | Phase de groupe | Quart de finale | 6             | 2      | 1    | 3      | 6         | 7           | −1         |
| Coupe arabe des clubs     | 1/16 de finale  | 1/8 de finale   | 4             | 3      | 0    | 1      | 6         | 4           | +2         |
| Total                     | -               | -               | 43            | 22     | 9    | 12     | 66        | 44          | +22        |

### Statistiques individuelles
(Mis à jour le 26 mai 2019)
| Numéro | Nat. | Nom          | Championnat | Championnat | Championnat | Championnat  | Coupe d’Algérie | Coupe d’Algérie | Coupe d’Algérie | Coupe d’Algérie | Coupe de la Confédération | Coupe de la Confédération | Coupe de la Confédération | Coupe de la Confédération | Coupe arabe des clubs | Coupe arabe des clubs | Coupe arabe des clubs | Coupe arabe des clubs | Total | Total       | Total  | Total        |
| Numéro | Nat. | Nom          | M.j.        | But inscrit | Averti      | Carton rouge | M.j.            | But inscrit     | Averti          | Carton rouge    | M.j.                      | But inscrit               | Averti                    | Carton rouge              | M.j.                  | But inscrit           | Averti                | Carton rouge          | M.j.  | But inscrit | Averti | Carton rouge |
| ------ | ---- | ------------ | ----------- | ----------- | ----------- | ------------ | --------------- | --------------- | --------------- | --------------- | ------------------------- | ------------------------- | ------------------------- | ------------------------- | --------------------- | --------------------- | --------------------- | --------------------- | ----- | ----------- | ------ | ------------ |
| 1      |      | Zemmamouche  | 13          | -0          | 2           | 0            | 1               | -0              | 0               | 0               | 6                         | -0                        | 0                         | 0                         | 3                     | -0                    | 0                     | 0                     | 23    | -0          | 2      | 0            |
| 16     |      | Mansouri     | 15          | -0          | 1           | 0            | 0               | -0              | 0               | 0               | 0                         | -0                        | 0                         | 0                         | 1                     | -0                    | 0                     | 0                     | 16    | -0          | 1      | 0            |
| 30     |      | Berrefane    | 3           | -0          | 0           | 0            | 2               | -0              | 0               | 0               | 0                         | -0                        | 0                         | 0                         | 0                     | -0                    | 0                     | 0                     | 5     | -0          | 0      | 0            |
|        |      |              |             |             |             |              |                 |                 |                 |                 |                           |                           |                           |                           |                       |                       |                       |                       |       |             |        |              |
| 5      |      | Benyahia     | 25          | 2           | 2           | 0            | 2               | 1               | 0               | 0               | 3                         | 0                         | 1                         | 0                         | 4                     | 0                     | 1                     | 0                     | 34    | 3           | 4      | 0            |
| 6      |      | Chafaï       | 20          | 1           | 2           | 0            | 1               | 0               | 0               | 0               | 6                         | 1                         | 0                         | 0                         | 3                     | 0                     | 0                     | 0                     | 30    | 2           | 2      | 0            |
| 19     |      | Cherifi      | 28          | 1           | 3           | 0            | 3               | 1               | 1               | 0               | 4                         | 0                         | 0                         | 0                         | 4                     | 0                     | 0                     | 0                     | 39    | 2           | 4      | 0            |
| 3      |      | Hamra        | 3           | 0           | 1           | 0            | 1               | 0               | 0               | 0               | 3                         | 0                         | 0                         | 0                         | 1                     | 0                     | 0                     | 0                     | 8     | 0           | 1      | 0            |
| 22     |      | Meftah       | 14          | 2           | 3           | 0            | 2               | 0               | 0               | 0               | 6                         | 0                         | 1                         | 0                         | 4                     | 1                     | 1                     | 0                     | 26    | 3           | 5      | 0            |
| 25     |      | Benmoussa    | 19          | 2           | 1           | 0            | 1               | 0               | 0               | 0               | 3                         | 0                         | 1                         | 0                         | 1                     | 0                     | 1                     | 0                     | 24    | 2           | 3      | 0            |
| 12     |      | Mezghrani    | 2           | 0           | 0           | 0            | 0               | 0               | 0               | 0               | 0                         | 0                         | 0                         | 0                         | 0                     | 0                     | 0                     | 0                     | 2     | 0           | 0      | 0            |
| 4      |      | Bayiha       | 1           | 0           | 0           | 0            | 0               | 0               | 0               | 0               | 1                         | 0                         | 0                         | 0                         | 0                     | 0                     | 0                     | 0                     | 2     | 0           | 0      | 0            |
| 21     |      | Benchikhoune | 0           | 0           | 0           | 0            | 0               | 0               | 0               | 0               | 1                         | 0                         | 0                         | 0                         | 0                     | 0                     | 0                     | 0                     | 1     | 0           | 0      | 0            |
|        |      |              |             |             |             |              |                 |                 |                 |                 |                           |                           |                           |                           |                       |                       |                       |                       |       |             |        |              |
| 2      |      | Chita        | 21          | 1           | 2           | 0            | 3               | 0               | 0               | 0               | 5                         | 0                         | 2                         | 0                         | 3                     | 1                     | 0                     | 0                     | 32    | 2           | 4      | 0            |
| 10     |      | Ellafi       | 14          | 5           | 2           | 0            | 1               | 0               | 0               | 0               | 0                         | 0                         | 0                         | 0                         | 0                     | 0                     | 0                     | 0                     | 15    | 5           | 2      | 0            |
| 8      |      | Belarbi      | 9           | 0           | 0           | 0            | 1               | 0               | 1               | 0               | 0                         | 0                         | 0                         | 0                         | 0                     | 0                     | 0                     | 0                     | 10    | 0           | 1      | 0            |
| 23     |      | Koudri       | 20          | 2           | 5           | 0            | 3               | 0               | 2               | 0               | 4                         | 0                         | 1                         | 0                         | 4                     | 0                     | 0                     | 0                     | 31    | 2           | 8      | 0            |
| 24     |      | Benkhemassa  | 22          | 0           | 5           | 1            | 1               | 0               | 0               | 0               | 3                         | 0                         | 1                         | 0                         | 4                     | 0                     | 1                     | 0                     | 30    | 0           | 7      | 1            |
| 27     |      | Benguit      | 28          | 4           | 5           | 0            | 3               | 1               | 0               | 0               | 6                         | 1                         | 0                         | 0                         | 3                     | 0                     | 0                     | 0                     | 40    | 6           | 5      | 0            |
| 20     |      | Bouderbal    | 21          | 1           | 2           | 0            | 3               | 0               | 0               | 1               | 4                         | 0                         | 0                         | 0                         | 2                     | 0                     | 0                     | 0                     | 30    | 1           | 2      | 1            |
| 15     |      | Ardji        | 20          | 0           | 5           | 0            | 3               | 1               | 1               | 0               | 3                         | 0                         | 0                         | 0                         | 3                     | 1                     | 0                     | 0                     | 29    | 2           | 6      | 0            |
| 26     |      | Benhammouda  | 12          | 0           | 1           | 0            | 2               | 0               | 0               | 0               | 0                         | 0                         | 0                         | 0                         | 0                     | 0                     | 0                     | 0                     | 14    | 0           | 1      | 0            |
| 7      |      | Yaya         | 10          | 3           | 2           | 0            | 1               | 0               | 0               | 0               | 5                         | 0                         | 0                         | 0                         | 4                     | 0                     | 0                     | 0                     | 20    | 3           | 2      | 0            |
| 18     |      | Sayoud       | 8           | 0           | 1           | 0            | 0               | 0               | 0               | 0               | 4                         | 1                         | 0                         | 0                         | 0                     | 0                     | 0                     | 0                     | 12    | 1           | 1      | 0            |
|        |      |              |             |             |             |              |                 |                 |                 |                 |                           |                           |                           |                           |                       |                       |                       |                       |       |             |        |              |
| 11     |      | Meziane      | 24          | 7           | 2           | 0            | 3               | 0               | 0               | 0               | 6                         | 1                         | 0                         | 0                         | 3                     | 0                     | 0                     | 0                     | 36    | 8           | 2      | 0            |
| 9      |      | Benchaâ      | 5           | 1           | 0           | 0            | 0               | 0               | 0               | 0               | 0                         | 0                         | 0                         | 0                         | 2                     | 0                     | 0                     | 0                     | 7     | 1           | 0      | 0            |
| 13     |      | Ibara        | 23          | 9           | 2           | 1            | 3               | 0               | 0               | 0               | 4                         | 1                         | 0                         | 0                         | 1                     | 0                     | 0                     | 0                     | 29    | 10          | 2      | 1            |
| 14     |      | Zouari       | 13          | 4           | 0           | 0            | 1               | 0               | 0               | 0               | 0                         | 0                         | 0                         | 0                         | 0                     | 0                     | 0                     | 0                     | 14    | 4           | 0      | 0            |
| 17     |      | Hamia        | 10          | 3           | 2           | 0            | 3               | 1               | 0               | 0               | 1                         | 1                         | 0                         | 0                         | 3                     | 1                     | 1                     | 0                     | 17    | 6           | 3      | 0            |
| 29     |      | Mahious      | 9           | 1           | 0           | 0            | 0               | 0               | 0               | 0               | 4                         | 0                         | 1                         | 0                         | 3                     | 1                     | 0                     | 0                     | 16    | 2           | 1      | 0            |

### Statistiques des buteurs
|        | Buteur               | Ligue 1 | Coupe d'Algérie | Coupe de la confédération | Coupe arabe des clubs | Total | Min  | MJ |
| ------ | -------------------- | ------- | --------------- | ------------------------- | --------------------- | ----- | ---- | -- |
| TOTAL1 | TOTAL1               | 49      | 5               | 6                         | 5                     | 65    | 3900 | 43 |
| 1      | Prince Ibara         | 9       | 0               | 1                         | 0                     | 10    | -    | -  |
| 2      | Abderrahmane Meziane | 7       | 0               | 1                         | 0                     | 8     | -    | -  |
| 3      | Mohamed Amine Hamia  | 3       | 1               | 1                         | 1                     | 6     | -    | -  |
| 3      | Raouf Benguit        | 4       | 1               | 1                         | 0                     | 6     | -    | -  |
| 5      | Muaid Ellafi         | 5       | 0               | 0                         | 0                     | 5     | -    | -  |
| 6      | Abdelkrim Zouari     | 4       | 0               | 0                         | 0                     | 4     | -    | -  |
| 7      | Faouzi Yaya          | 3       | 0               | 0                         | 0                     | 3     | -    | -  |
| 7      | Mohamed Benyahia     | 2       | 1               | 0                         | 0                     | 3     | -    | -  |
| 7      | Mohamed Rabie Meftah | 2       | 0               | 0                         | 1                     | 3     | -    | -  |
| 10     | Hamza Koudri         | 2       | 0               | 0                         | 0                     | 2     | -    | -  |
| 10     | Mokhtar Benmoussa    | 2       | 0               | 0                         | 0                     | 2     | -    | -  |
| 10     | Farouk Chafaï        | 1       | 0               | 1                         | 0                     | 2     | -    | -  |
| 10     | Redouane Cherifi     | 1       | 1               | 0                         | 0                     | 2     | -    | -  |
| 10     | Aymen Mahious        | 1       | 0               | 0                         | 1                     | 2     | -    | -  |
| 10     | Oussama Chita        | 1       | 0               | 0                         | 1                     | 2     | -    | -  |
| 10     | Oualid Ardji         | 0       | 1               | 0                         | 1                     | 2     | -    | -  |
| 17     | Zakaria Benchaâ      | 1       | 0               | 0                         | 0                     | 1     | -    | -  |
| 17     | Rafik Bouderbal      | 1       | 0               | 0                         | 0                     | 1     | -    | -  |
| 17     | Amir Sayoud          | 0       | 0               | 1                         | 0                     | 1     | -    | -  |

1. Total des buts dans le jeu, hors c-s-c.